# Antoni Lloret i Martí
Antoni Lloret i Martí fou un advocat i polític valencià. Originari d'Alberic, hi esdevingué una celebritat per ser un dels lletrats que va promoure el plet pel qual Alberic deixava de formar part de la Casa de l'Infantat i formava part de les possessions del rei, cosa que l'enfrontà a l'aristocràcia local i el va convertir en un referent per als liberals. El 14 de febrer de 1810 fou elegit diputat a les Corts de Cadis. Allò formà part de les comissions de supressió de tasques, poders i examen de memorials. Destacà entre els altres diputats pel seu liberalisme exaltat en demanar a les Corts Espanyoles l'abolició de les senyories valencianes, encara que apel·lant a la llibertat foral llegada per Jaume I el Conqueridor que enfortia el dret de la reconquista davant la noblesa. Fou novament diputat suplent a les Corts de 1813.